# Rufus Sewell
Rufus Frederik Sewell (* 29. říjen 1967, Twickenham, Velká Británie) je britský herec.

## Počátky
Narodil se v Twickenhamu a v této části u Londýna také vyrůstal. Jeho otec William dělal filmovou výpravu a pracoval také na filmu skupiny Beatles s názvem Yellow Sumbmarine. Matka Jo pochází z Walesu a je to umělkyně a také pracovala jako číšnice. Rodiče se rozvedli, když mu bylo 5 let, o dalších 5 let později otec zemřel. Má bratra Caspara. Jeho hereckého talentu si všiml agent herečky Judi Dench, který ho obsadil do zájezdní divadelní společnosti.

## Kariéra
Před kamerou se poprvé objevil v roce 1991, a to konkrétně ve filmu Twenty-One. Následně se věnoval divadlu a dostával v nejbližších letech role především v televizních filmech a seriálech. Upozornil na sebe v roce 1995, a to konkrétně ve filmu Plameny lásky. V roce 1998 hrál v několika velmi úspěšných filmech, ke kterým patří Smrtihlav, Nebezpečná krása nebo Illuminata.
Českým divákům může být znám především z filmů jako Prázdniny, Iluzionista, Paříži, miluji tě a především z filmů Příběh rytíře a Tristan a Isolda, které se natáčely na území České republiky. Ve filmu Příběh rytíře se setkal s herečkou Shannyn Sossamon, se kterou se ve filmu objevil o 5 let později znovu, konkrétně ve snímku Prázdniny.

## Ocenění
V roce 2005 byl nominován na televizní cenu BAFTA za televizní adaptaci Shakespearova románu Zkrocení zlé ženy.

## Osobní život
V roce 1999 byl krátce ženatý s australskou módní novinářkou Yasminou Abdallah. Dva roky byl pak ženatý s herečkou Amy Gardner, se kterou má syna Williama Douglase.

## Filmografie

### Filmy
- 1991 Twenty-One
- 1993 Dirty Weekend
- 1994 Bezvýznamný muž
- 1995 Victory, Plameny lásky
- 1996 Hamlet
- 1997 The Woodlanders
- 1998 Nebezpečná krása, Smrtihlav, Martha, Frank, Daniel a Laurence, Illuminata, At Sachem Farm
- 1999 Divoká země
- 2000 Dotek zla
- 2001 Příběh rytíře
- 2002 Hladina adrenalinu
- 2003 Victoria Station
- 2005 Legenda o Zorrovi
- 2006 Tristan a Isolda, Iluzionista, Paříži, miluji tě, Nezlomná vůle, Prázdniny
- 2008 Kdo chce zabít Nancy?, Vinyan
- 2010 Cizinec
- 2012 Abraham Lincoln: Lovec upírů, Hotel Noir
- 2013 All Things to All Men, I'll Follow You Down, Moře
- 2014 Hercules, The Devil's Hand
- 2015 Mrkáček Bill
- 2016 Bohové Egypta, City of Sin, Rise
- 2019 Judy
- 2020 The Father

### Televizní filmy
- 1994 A Night With a Woman, a Day with Charlie, Citizen Locke
- 1995 Farma Cold Comfort
- 2000 Tisíc a jedna noc
- 2001 Bytost z hlubin
- 2003 Helena Trojská
- 2004 Taste
- 2005 Zkrocení zlé ženy

### Seriály
- 1992 Gone to Seed
- 1992-1994 Screen Two
- 1994 Middlemarch
- 1995 Performance
- 2003 Karel II. - Moc a vášeň
- 2008 John Adams
- 2008-2009 Jedenáctá hodina
- 2010 Pilíře země
- 2015 The Man in the High Castle
- 2016 Victoria